# Taparuba (ort)
Taparuba är en ort i Brasilien.   Den ligger i kommunen Taparuba och delstaten Minas Gerais, i den sydöstra delen av landet, 800 km sydost om huvudstaden Brasília. Taparuba ligger 211 meter över havet och antalet invånare är 3 137.
Terrängen runt Taparuba är huvudsakligen kuperad, men åt nordost är den platt. Taparuba ligger nere i en dal. Närmaste större samhälle är Mutum, 19,1 km öster om Taparuba.
Omgivningarna runt Taparuba är huvudsakligen savann. Runt Taparuba är det glesbefolkat, med 17 invånare per kvadratkilometer.